# Pilsen (Kansas)
Pilsen es un lugar designado por el censo ubicado en el condado de Marion en el estado estadounidense de Kansas. En el censo de 2020 tenía una población de 65 habitantes y una densidad poblacional de 17,86 habitantes por km². Fue incluido como CDP en el censo de 2020. 

## Geografía
Pilsen se encuentra ubicado en las coordenadas 38°28′17″N 97°02′25″O / 38.47139, -97.04028. Según la Oficina del Censo de los Estados Unidos,  tiene una superficie total de 3,64 km², de la cual 3,63 km² corresponden a tierra firme y 0,01 km² a agua.